# Annelies Rutten
Annelies Rutten (Sint-Amandsberg, 3 juni 1972) is een Vlaamse journaliste. 
Ze studeerde Politieke en Sociale Wetenschappen aan de Universiteit Gent. Tijdens haar studies was ze actief in het jeugd(vormings)werk via de kaderschool Duinen-Heide als monitrice, hoofdmonitrice, instructor.
Ze begon in 1997 als journaliste op de stadsredactie van De Gentenaar en een jaar later op de nationale redactie van Het Nieuwsblad in Groot-Bijgaarden. Ze werkt momenteel voor de algemene redactie, voorheen voor de bijlage lifestyle & wonen.
Annelies Rutten verwierf bredere bekendheid door haar deelname begin 2007 aan de televisiequiz De Pappenheimers op VRT-zender één. Ze verloor in de tweede ronde van een team met Marc Reynebeau. Ze werd geflankeerd door Steven Van Herreweghe, de winnaar van de Slimste Mens 2006. Ze deed zelf mee in het najaar 2007 aan het zesde seizoen van De Slimste Mens ter Wereld. Met 11 deelnames en 7 overwinningen deelde ze het record met Freek Braeckman, Lieven Verstraete en Bert Kruismans (Slimste Mens 2005), brak ze het vrouwenrecord van Greet Op de Beeck en was ze rechtstreeks geplaatst voor de finale op 22 november 2007. Daaraan begon ze met 403 punten (seconden), een ruime voorsprong van 150 seconden. Ze won deze finale van Hans Bourlon, directeur van Studio 100. Eva Brems, hoogleraar Mensenrechten aan de Universiteit Gent, werd derde. Annelies Rutten is de eerste vrouw die de De Slimste Mens ter Wereld won.
Rutten heeft twee kinderen.